# Eulalia de Llanos y Noriega
Eulalia de Llanos y Noriega (Gijón, 1809 - 1865), poeta espanyola del Romanticisme
Va néixer en el si d'una noble família formada pel capità Benito Plans Cifuentes, liberal, i la seva esposa Antonia Noriega. La seva vida va transcórrer al principat, desplaçant-se de Gijón als pobles asturians de Corao i Llabra. Va conèixer a Plácido Jove i Hevia, estudiant de Lleis, que va crear a Gijón l'Acadèmia, on es divulgaven els principis del Romanticisme i a la qual Eulalia va assistir en 1842 al costat de la també jove poetisa gijonesa Robustiana Armiño, però, al contrari que Robustiana, que era carlista, Eulalia era liberal. La seva única formació, com ocorria en aquella època per a moltes dones, va ser autodidacta, malgrat tot va tenir per mentor al poeta Manuel José Quintana. Freqüentment actes acadèmics de l'Institut Jovellanos,on era convidada, com també ocorria en inauguracions i homenatges, pels quals escrivia poemes. Part d'aquesta obra literària es va reunir després de la seva mort en Colección de Composiciones Poéticas de la Señorita Dª Eulalia de Llanos y Noriega publicadas por su hermana la Señorita Doña Teresa, Gijón, Imp. i Lit. de Torres i Companyia, 1871. L'obra d'Eulalia de Llanos pot classificar-se com a feminista i existencial, al mateix temps que s'hi veuen clars enfocaments patriòtics, cristians, amb una visió cosmopolita del món i una admiració per l'avanç tecnològic del moment.

## Obres
- A Jovellanos en la translación de sus cenizas el 20 de abril de 1842 : canción heróica.[2]
- A la venida y muerte del Excelentísimo Señor Marqués de las Marismas del Guadalquivir. Dos ediciones en la Sociedad Económica de Amigos del País de Gijón, [1842] (Oviedo: Imp. de D. Bentio González i Compañía) i en 1891 (Gijón: Imp. i Lit. de Torre y Comp)[2]
- A sus Magestades [sic] y Altezas [s.n.], [1858][2]
- Colección de composiciones poéticas. Obra póstuma. 1871 (Gijón : Imp. i Lit. de Torre i Compañía)[2]
- Natalicio de la Princesa de Asturias, 1830 (Gijón: Imprenta y librería a cargo de D. Leonardo González)[2]